# ويليام براون (سياسي أمريكي)
ويليام براون (بالإنجليزية: William Brown)‏ هو محامي وسياسي أمريكي، ولد في 19 أبريل 1779 في مقاطعة فريدريك في الولايات المتحدة، وتوفي في 6 أكتوبر 1833 في جاكسونفيل في الولايات المتحدة. حزبياً، نشط في الحزب الجمهوري الديمقراطي. وقد انتخب عضو مجلس النواب الأمريكي.